# Gunasthana

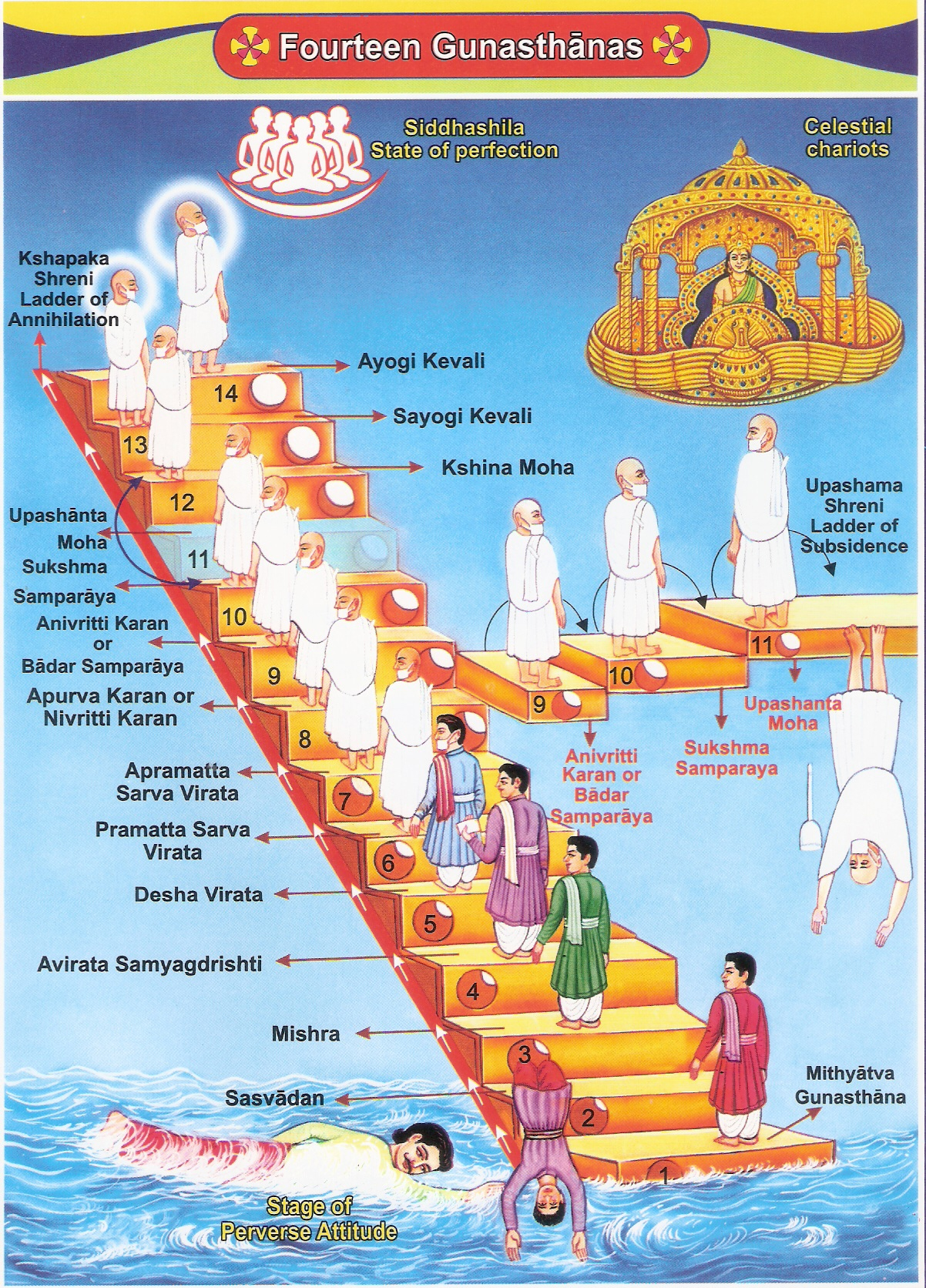
Illustration des Gunasthanas

Dans le jaïnisme, pour atteindre la libération, le stade où tout le karma est détruit, quatorze étapes, les gunasthanas ont été inventoriées. Elles ont été créées dans le but de montrer au croyant les marches à gravir avant d'arriver au moksha.
1. Le sombre ego. Appelé mithyadristi, ce niveau voit le soi pris dans les mailles de l'illusion totale du monde et des passions égoïstes.
2. Le début de la foi ou sasvadana. L'humain a trouvé la foi mais se laisse encore emporter très facilement par les désirs terrestres.
3. Les fois mixtes ou samyak-mithyavata. L'être est pris entre la croyance aux choses matérielles et la foi du divin. À ce stade, les deux s'équilibrent.
4. L'éveil du soi ou samyak-mithyatva. Le croyant discerne l'illusion du divin. Le spirituel s'empare du croyant grâce aux enseignements.
5. Les bons choix spirituels ou desa-virata. L'humain prend les douze vœux de l'homme au foyer. Les choix justes pour bruler le karma comme la non-violence sont suivis.
6. La fin de l'insouciance ou sarva-virata. L'auto-discipline doit régner. Du stade d'homme ou de femme au foyer, le croyant devient moine-ascète et prend les cinq vœux majeurs du jaïnisme: la non-violence, la vérité, ne prendre que ce qui est donné, le célibat et la non-possession.
7. La maîtrise de soi sans négligence ou apramatta-virata. L'aspirant à l'éveil vit en ayant une totale conscience des règles des vœux. Il les suit avec attention.
8. La volonté implacable ou apura-karana. Le croyant vit des journées spirituelles en se préparant à la destruction totale de son karma.
9. L'esprit sans désir ou anivritti-karana. La recherche de la destruction des passions, des désirs comme l'attachement où la peur est active.
10. Le contrôle des passions ou suksma-samparaya. À ce stade, le chercheur du divin n'est plus soumis au galop des émotions et des désirs.
11. L'illusion disparaît ou Upasanta-moha. Les passions sont temporellement détruites, mais certaines sont encore en sommeil.
12. Dépassement du karma ou ksina-moha. Le karma commence à être détruit, l'âme est sauvée.
13. Omniscience dynamique ou sayoga kevalin. La plupart du karma est détruit, mais le corps suit toujours ses activités. Le croyant est devenu Kevala Jnana: un adepte parfait de la connaissance.
14. Omniscience immobile ou ayoga kevalin. L'âme amène l'omniscience, la fin du corps est proche, les activités du physique sont quasiment stoppées[2].